# Schönbrunn (Wolkenstein)
Schönbrunn ist ein Ortsteil der sächsischen Stadt Wolkenstein im Erzgebirgskreis.

## Geographie

### Geographische Lage und Verkehr

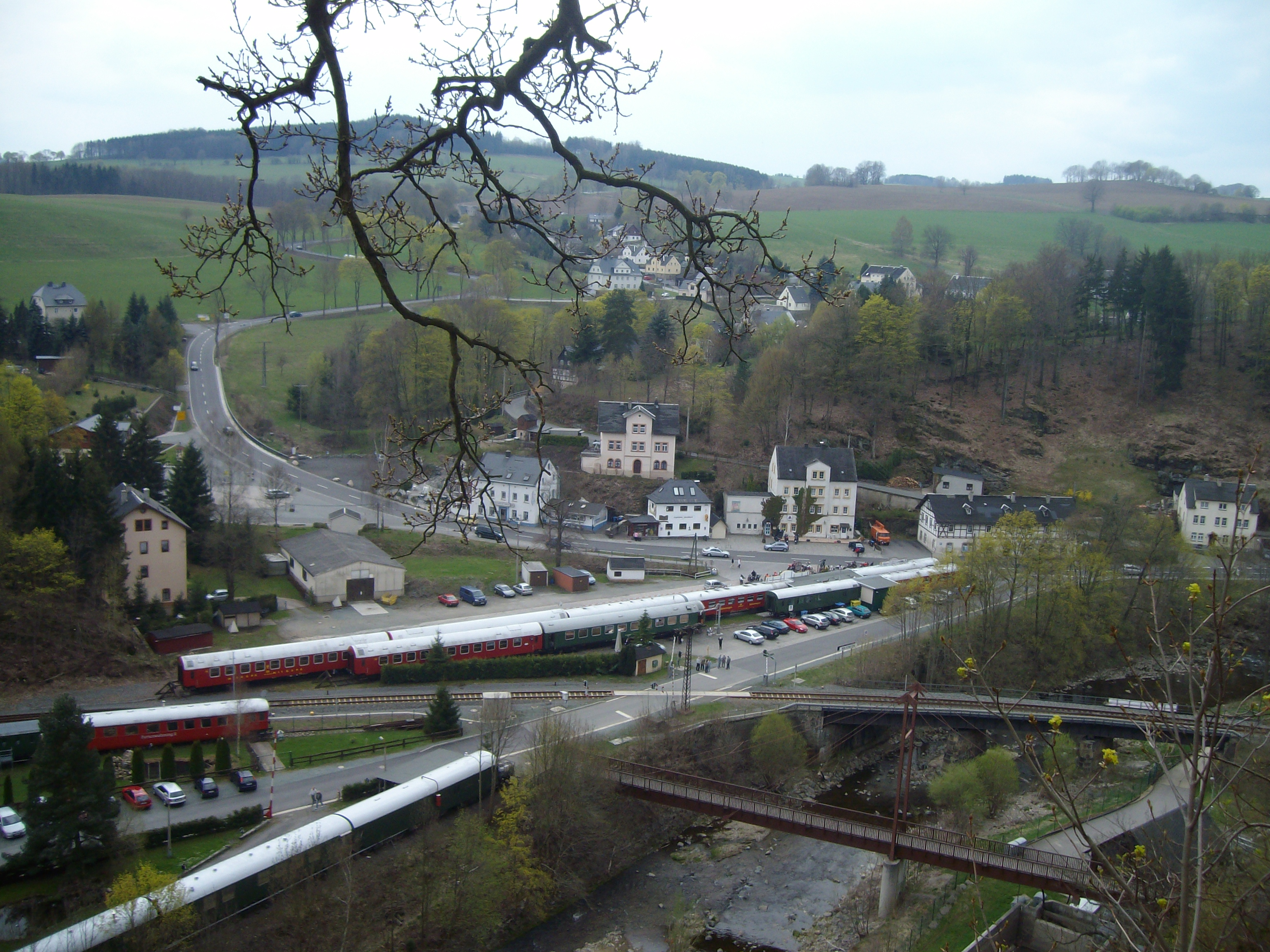
Blick auf Schönbrunn

Das Waldhufendorf Schönbrunn liegt etwa 1 Kilometer westlich von Wolkenstein im Erzgebirge. Die Ortslage erstreckt sich über etwa 2 Kilometer entlang eines Baches, welcher nach Osten der Zschopau zufließt. Zu Schönbrunn zählt der Häuslerweiler Scheibe im Osten.
Im Westen und Nordwesten begrenzt das Heidelbachtal die Flur, im Osten ist bildet die Zschopau die natürliche Grenze.
Auf kurzer Distanz durchquert die Bundesstraße 101 Freiberg–Annaberg-Buchholz Schönbrunn am östlichen Ortsende. An dieser beginnen die ehemalige Staatsstraße 220 nach Mittelschmiedeberg sowie die S 222 nach Geyer. Über eine Gemeindestraße besteht zudem Anschluss an Falkenbach. Der sich in der Gemarkung Schönbrunn befindliche Bahnhof Wolkenstein wurde am 1. Februar 1866 mit der normalspurigen Bahnstrecke Annaberg-Buchholz unt Bf–Flöha eröffnet. Von diesem zweigte zwischen 1892 und 1986 die Schmalspurbahn Wolkenstein–Jöhstadt ab.

### Nachbarorte
| Drebach    | Floßplatz                                   |              |
|            | Kompassrose, die auf Nachbargemeinden zeigt | Wolkenstein  |
| Falkenbach |                                             | Streckewalde |

## Geschichte

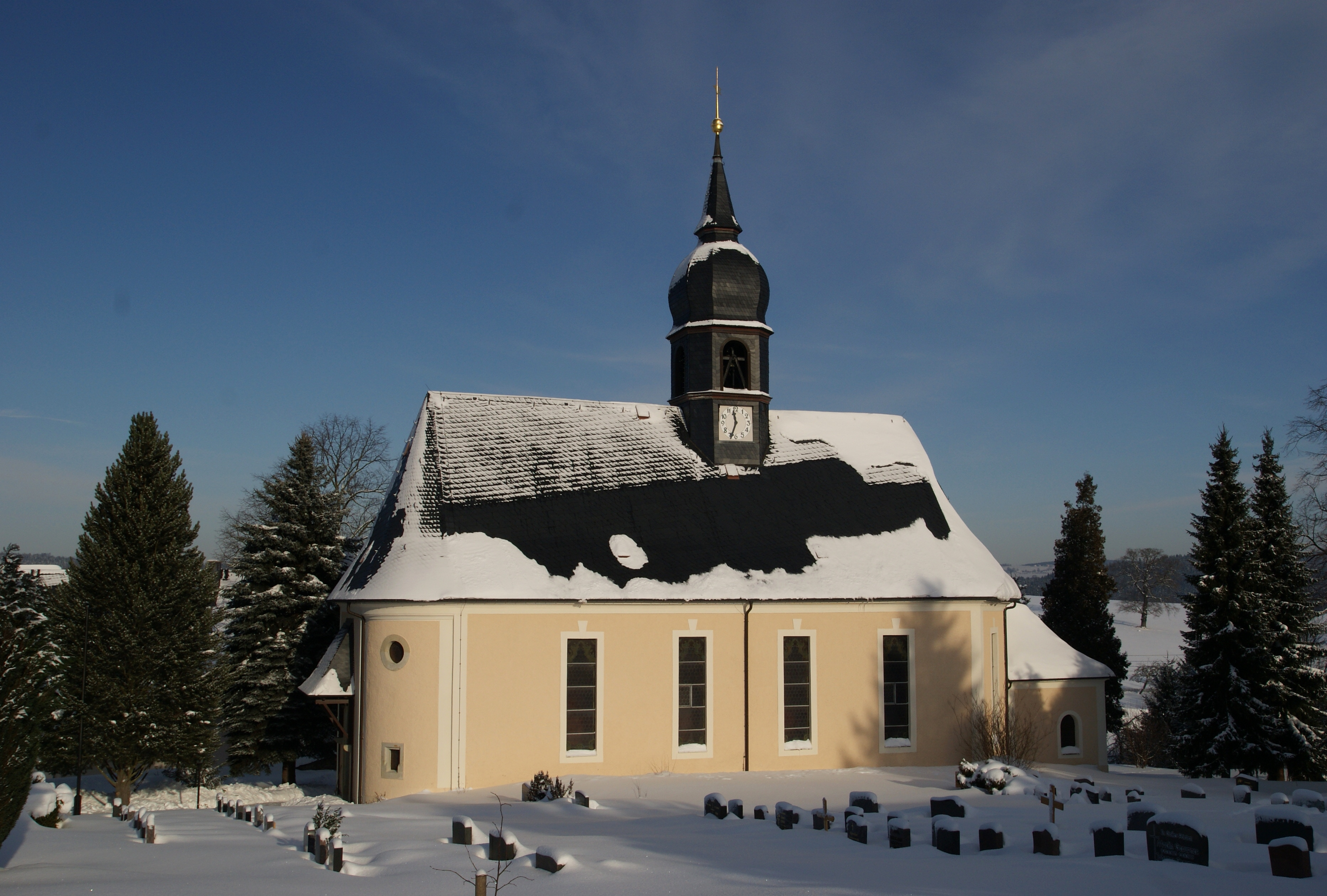
Kirche Schönbrunn

Die erste urkundliche Erwähnung als Schonbron datiert auf den 8. April 1386. Markgraf Wilhelm I. von Meißen wies der Witwe Anargs von Waldenburg die Herrschaft Scharfenstein mit dazugehörigen Dörfern, darunter Schönbrunn, als Witwensitz zu.
Bereits 1353 wird in Schönbrunn eine Wallfahrtskirche erwähnt, mit der Reformation 1536/37 wird der Ort eine eigenständige Parochie.
Eine erste Schule wird 1699 erbaut, 1716 wird die steinerne Brücke über die Zschopau nach Wolkenstein erbaut.
August Schumann nennt 1823 im Staatslexikon von Sachsen Schönbrunn betreffend u. a.: 

„Der Ort hat über 45 Häuser und gegen 360 Bewohner, welche 1800 147 Kühe und 280 Schafe hielten, 1800 zählte man 320 Consumenten. Die verhältnismäßig bedeutende, auch für den Getreide- und noch mehr für den Flachsbau tragbare Flur scheidet in Nord der Heydelbach von der Drebacher. […] 1525 wurden hier auf Herzog Heinrichs Befehl, den seines Bruders ernstliche Anstalten dazu veranlaßten, viele rebellische Bauern geköpft.“

Am 1. Februar 1866 wird der Bahnhof Wolkenstein der Zschopautalbahn auf Schönbrunner Flur errichtet – Schönbrunn findet zu keiner Zeit Berücksichtigung im Stationsnamen. Im Jahr 1892 wurde die Schmalspurbahn Wolkenstein–Jöhstadt nach Jöhstadt eröffnet, sie war bis zum am 31. Dezember 1986 in Betrieb.
1873/1874 wird ein neues Schulgebäude errichtet, eine Pflichtfeuerwehr wird 1877 gegründet. 1904 wird die Kirche erweitert und umgebaut. 1913 wird der Ort an das öffentliche Elektrizitätsnetz angeschlossen. Mit dem Bau einer Gasleitung nach Schönfeld erhalten bereits 1925 einige Häuser Gasanschluss. 1930 wird als Notstandsarbeit die Straße von der Wolkensteiner Brücke bis zur Einmündung Heidelbachtal erbaut.
Am 1. Januar 1999 erfolgte der Zusammenschluss der bis dahin eigenständigen Gemeinden Falkenbach, Gehringswalde, Hilmersdorf und Schönbrunn mit der Stadt Wolkenstein, Schönbrunn wurde ein Ortsteil von Wolkenstein.

## Entwicklung der Einwohnerzahl

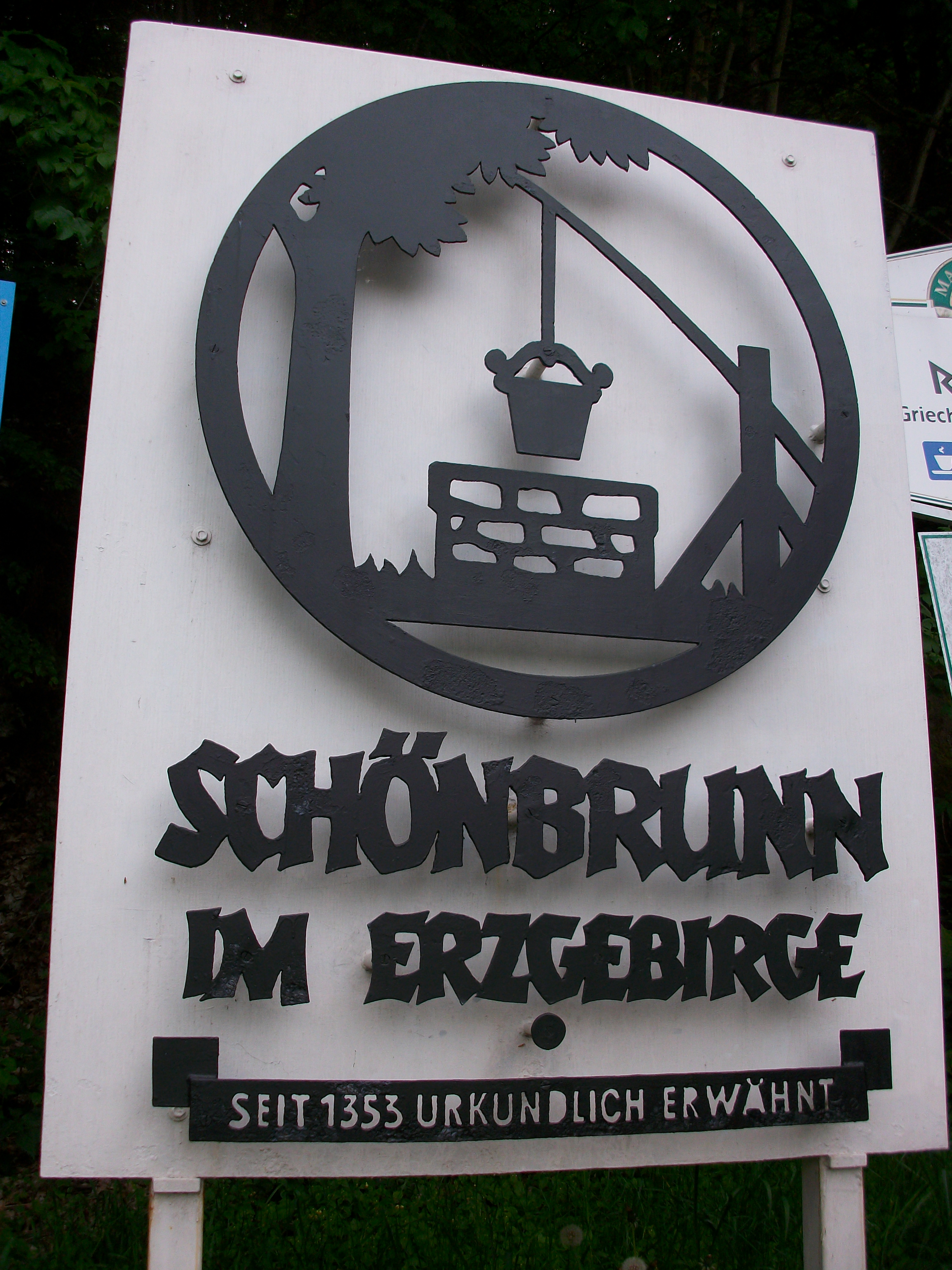
Schönbrunn (Wolkenstein), Ortseingangsschild

| Jahr | Einwohnerzahl                             |
| ---- | ----------------------------------------- |
| 1551 | 27 besessene Mann, 27 Inwohner, 11 Hufen  |
| 1764 | 23 besessene Mann, 17 Häusler, 12 ½ Hufen |
| 1834 | 374                                       |
| 1871 | 823                                       |

| Jahr | Einwohnerzahl |
| ---- | ------------- |
| 1890 | 864           |
| 1910 | 838           |
| 1925 | 734           |
| 1939 | 904           |

| Jahr | Einwohnerzahl |
| ---- | ------------- |
| 1946 | 817           |
| 1950 | 958           |
| 1964 | 793           |
| 1990 | 640           |